# 장의중 효자정려각과 현판
장의중 효자정려각과 현판은 경기도 고양시 덕양구 원당동에 있다. 2012년 7월 22일 고양시의 향토문화재 제59호로 지정되었다.

## 개요
조선조 후기의 효자인 장의중의 정려각과 현판이다. 맛배지붕의 작은 한옥건물에 현판과 정려가 걸려 있다.